# Zickmantelscher Mühlgraben
Der Zickmantelsche Mühlgraben ist ein Zufluss des Knauthainer Elstermühlgrabens und der heute durchflossene Teil eines Altarmes der Weißen Elster in Leipzig. Er ist 980 Meter lang und ein ständig wasserführendes Fließgewässer II. Ordnung.
Der Zickmantelsche Mühlgraben wurde 1854 noch als „Der Elster-Mühlgraben“ bezeichnet. Er ist heute großteils von Kleingärten gesäumt und hat stark anthropogen überformte Ufer. Das fünf bis zehn Meter breite Gewässer hat nur einen sehr geringen Durchfluss, sodass keine Strömung beobachtet werden kann.

## Verlauf
Der Zickmantelsche Mühlgraben beginnt heute als verrohrte Ausleitung aus der Weißen Elster kurz vor dem Wehr Großzschocher. Die etwa 170 Meter lange Rohrleitung mündet südwestlich des Kleingartenvereins „Am Badeweg“ in den noch heute wasserführenden Teil eines Elsteraltarmes. Er verläuft im ersten Drittel seiner Länge nordöstlich, wendet sich dann nach Nordnordwest und behält diese Richtung bis zu seiner Mündung in den Knauthainer Elstermühlgraben bei.
Nach ungefähr der Hälfte seiner Fließstrecke windet sich der Zickmantelsche Mühlgraben in einer Flussschleife und erreicht den Anton-Zickmantel-Park. Dort speist er den Teich und mündet etwa 60 Meter nach dem Park.